# Speechless (песня Леди Гаги)
«Speechless» (рус. «Безмолвная») — песня, записанная американской певицей Леди Гагой с её третьего мини-альбома The Fame Monster. Певица посвятила песню своему отцу, Джозефу Джерманотте, который перенес серьёзнейшую операцию по лечению порока сердца. Также певица отсылает песню всем подросткам, чтобы они задумывались о своих родителях. В контексте альбома The Fame Monster Гага назвала песню своим «Страхом Монстра смерти».

## Предыстория

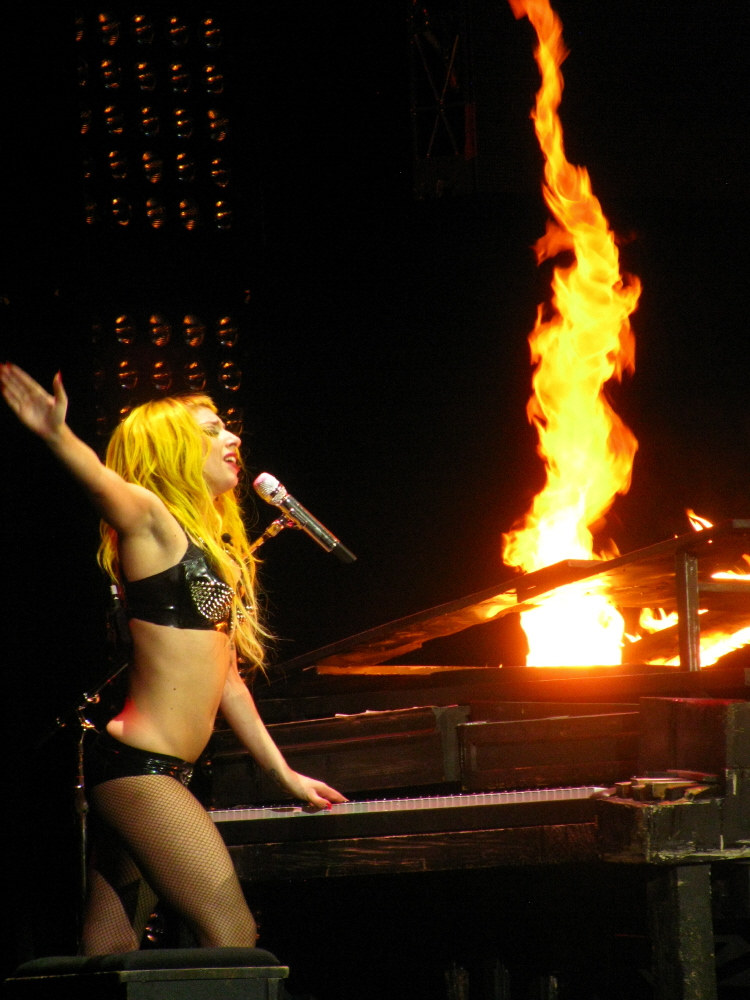
Леди Гага исполняет песню «Speechless» на «The Monster Ball Tour» в Торонто

В ноябре 2009 года Гага дала интервью MTV, в котором рассказала, что у её отца, Джозефа Джерманнота, был порок сердца в течение 15 лет. « У него были проблемы с кровообращением и долгое время его тело перекачивало только треть необходимой крови, при каждом биении его сердца», — говорила певица и после добавила:

И после он решил, что не будет делать хирургическую операцию и сказал моей матери и мне, что он решил, пусть всё идёт, как идёт. Моя мама позвонила мне, а я была и так очень поддавлена. И я была в турне и не могла уехать, поэтому я пошла в студию и написала эту песню «Speechless». Мой отец позвонил мне после того, как выпил немного алкоголя и я не знала, что сказать. Я онемела и я просто боялась, что потеряю его и не смогу быть там. Я написала эту песню, как просьбу к нему.— Леди Гага
Просьба выражалась, в том, чтобы отец артистки сделал операцию на открытом сердце, которая была необходима для его выздоровления. В октябре 2009 года Гага объявила, что Джозеф перенёс операцию. «Мой папа перенёс операцию на открытом сердце сегодня. После столь долгих часов и стольких слёз они наконец-то излечили его сломанное сердце, и моё тоже», — писала певица на своём официальном аккаунте в Твиттере. Позже она заявила, что надеется на то, что песня вдохновит её молодых поклонников ценить своих родителей. «У меня много приятных, молодых и проблемных фанатов, но я хочу напомнить им, что у каждого из нас есть лишь пара родителей», — добавляла Гага.

## Музыка и лирика
Музыкально «Speechless» представляет собой пауэр-балладу, с влиянием рок-музыки 1970-х, блюз-рока, глэм-рока и кантри. Музыкальный стиль песни приближен к работам Дэвида Боуи, времён его альбома «Ziggy Stardust», Queen и P!nk. В ней присутствуют вокальные гармонии и риффы, которые, по мнению PopMatters, сопоставимы с творчеством Фрэдди Меркьюри и Queen. Песня записана только с живыми инструментами: ударные, гитары, бас. Гага записала партию фортепиано. Продюсерами песни выступили Гага и Рон Фэйр, последний также занимался музыкальным инжинирингом композиции. Записанная в размере такта в 4/4, с темпом в 76 ударов в минуту, песня имеет тональность До мажор. Основная гармоническая последовательность представлена аккордами: C-G/B-Am-G-F.

## Реакция критики
«Speechless» получила смешанные отзывы в музыкальной прессе. Китти Эмпайр из The Observer дала песне отрицательную оценку, сказав, что баллады являются «слабым местом» Гаги. Эван Соудэй из PopMatters отмечал сходство между песней и музыкой группы Queen, добавив: «Несмотря на то, что результат не производит такого же „ух-ты“ впечатления, как работы Queen, когда они были на пике карьеры, имитация замечательна, если, конечно, удастся избежать спекуляции на тему „подстраивания“ под стиль столь священной компании». Сэл Синкуэмани из Slant Magazine назвал песню «оторванной» от остального материала альбома The Fame Monster, «не потому что это плохая песня или она плохо исполнена, а потому что, как и на альбоме The Fame, когда Гага пытается показать свою мягкую сторону, в этом ощущается какая-то неискренность, в отличие от всего остального материала». Стивен Томас Эрлвайн из Allmusic описывал концовку песни, как «гальванизированный Евротрэшевый финиш», с партией гитары, сыгранной в стиле работ Ноэла Галлахера, гитариста Oasis.

## Коммерческий успех песни
Несмотря на то, что песня не была выпущена синглом, она попала в чарты нескольких стран. «Speechless» дебютировала в американском Billboard Hot 100 на девяносто четвёртой строчке 12 декабря 2009 года. После исполнения песни на церемонии «Грэмми» 2010 года она возглавила чарт продаж синглов на физических носителях Hot Singles Sales, с семью тысячами реализованных экземпляров, став третьим попаданием на первое Гаги в этом чарте. Композиция также разошлась цифровым тиражом в 13 тысяч экземпляров. По сообщениям Nielsen Soundscan в общей сложности было продано 197 тысяч цифровых копий песни. «Speechless» также дебютировала на 67 позиции в канадском чарте Canadian Hot 100. В чарте великобритании UK Singles Chart композиция стартовала со 106 позиции, основываясь только на продажах цифровых копий с альбома The Fame Monster. В следующую неделю песня покинула чарт, но позже вернулась и достигла 88 позиции 27 декабря 2009 года.

## Авторы и участники записи
- Леди Гага — текст и музыка, фортепиано, продюсер, вокал
- Рон Фэйр — продюсер, аранжировка, инженер звукозаписи
- Тэль Нэрзберг — сопродюсер, бас-гитара, инженер звукозаписи
- Джэк Джосеф Пиг — микширование и сведение
- Фрэнк Вулф — инженер звукозаписи
- Абрахам Лабориель младший — барабаны
- Джон Гокс — гитара
- Джэне Гримальди — мастернинг (студия Oasis Mastering)
- Райан Кеннеди — ассистент
- Тэль Оз — ассистент
- Джо Кори — ассистент

## Позиции в чартах
| Страна (Чарт)                     | Высшая позиция |
| --------------------------------- | -------------- |
| Великобритания (UK Singles Chart) | 88             |
| Канада (Canadian Hot 100)         | 67             |
| США (Billboard Hot 100)           | 94             |